# Fernmeldeoffizier (Marine)
Der Fernmeldeoffizier (FMO) ist ein Abschnittsleiter für den Funk- und Signaldienst an Bord eines Kriegsschiffes der Deutschen Marine. Er ist dabei truppendienstlich dem Hauptabschnittsleiter des Hauptabschnitts 600 (Schiffseinsatz), dem 1. Schiffseinsatzoffizier und disziplinarrechtlich dem Ersten Offizier des Schiffes unterstellt.
Für die Besetzung des Dienstposten sind  gemäß Stärke- und Ausrüstungsnachweisung (StAN) in der Regel Offiziere im Dienstgrad Leutnant zur See oder Oberleutnant zur See des Truppendienstes vorgesehen. Selten wird der Dienstposten auch von einem Offizier des militärfachlichen Dienstes übernommen. 
Ihm unterstellt sind ein Signalmeister, mehrere Funkmeister sowie Unteroffiziere und Mannschaften.